# Bataille de Jarablous (2014)
Pour l'intervention turque contre l'État islamique, voir bataille de Jarablous (2016).
Guerre civile syrienne
Batailles
La bataille de Jarablous se déroule du 5 au 17 janvier 2014 lors de la guerre civile syrienne. Elle s'achève par la victoire de l'État islamique en Irak et au Levant qui prend la ville de Jarablous aux rebelles.

## Prélude
La ville de Jarablous, peuplée de 40 000 habitants et située sur la frontière avec la Turquie, est prise le 20 juillet 2012 par l'Armée syrienne libre. Mais fin 2012, le Front al-Nosra fait son apparition dans cette ville et ses combattants prêtent ensuite allégeance à l'État islamique en Irak et au Levant qui prend ainsi le contrôle de la ville en juillet 2013, aux dépens de l'Armée syrienne libre, affaiblie par la bataille d'Alep. Une partie importante de la population manifeste son opposition à l'EIIL mais les djihadistes répliquent brutalement en arrêtant plusieurs dizaines de personnes et en exécutant quelques-unes. 

## Déroulement
Le 3 janvier 2014, l'ensemble des mouvements rebelles se soulève contre l'EIIL. Le 5 janvier, Jarablous s'insurge à son tour. Le 12, les rebelles prennent l'avantage et s'emparent de la plus grande partie de la ville. Abou Hafs al-Masri, l'émir de l'EIIL à Jarablous, est tué. Le 13 janvier, les rebelles prennent la prison et délivrent plus de 70 personnes,.
Le 15 janvier 2014, les derniers combattants de l'EIIL se retranchent alors dans le centre-culturel de la ville, où encerclés, ils résistent aux attaques des rebelles. Un kamikaze se fait exploser au milieu d'un rassemblent de combattants du Liwa al-Tawhid et tue plus de 17 rebelles.
Mais le 16 janvier 2014, les djihadistes reçoivent des renforts venus d'al-Bab menés par Abou Omar al-Chichani. Les djihadistes reprennent l'avantage et commencent par dégager le centre culturel, puis ils s'emparent des quartiers de la ville les uns après les autres. Le matin du 17 janvier, Jarablous est entièrement contrôlée par l'EIIL,.
La répression est sanglante, dès le 17 janvier 2014, les djihadistes égorgent et décapitent publiquement 30 prisonniers rebelles. Leurs têtes sont plantées sur les grilles qui entourent le centre culturel de Jarablous. Une trentaine d'autres prisonniers subissent le même sort dans les deux jours qui suivent.  